# Bucheon International Fantastic Film Festival
Il Festival internazionale del cinema fantastico di Bucheon (BiFan, Bucheon International Fantastic Film Festival) è un festival cinematografico dedicato al cosiddetto cinema di genere in senso ampio (fantastico, fantascientifico, horror), che si svolge annualmente nella città sudcoreana di Bucheon nel mese di luglio. Prima del 2015 il festival era conosciuto con il nome di Puchon International Fantastic Film Festival o PiFan.
È stato fondato nel 1997 e da allora è diventato uno dei più importanti festival asiatici.